# Colonización del Úlster
La Colonización del Úlster (en inglés: Plantation of Ulster, en irlandés: Plandáil Uladh y en escocés del Úlster: Plantin o Ulstèr) es el proceso planificado de colonización llevado a cabo por Reino Unido para ocupar la provincia de Úlster, en Irlanda, durante los primeros años del siglo XVII, bajo el reinado de Jacobo I de Inglaterra.
Los ingleses y escoceses de religión protestante ocuparon tierras confiscadas en 1607 a propietarios y terratenientes irlandeses de religión católica en los condados de Donegal, Coleraine, Tyrone, Fermanagh, Armagh y Cavan. La del Úlster fue la colonización más grande y efectiva, dentro del proceso general de colonizaciones de Irlanda. Este proceso se llevó a cabo por Inglaterra como forma de prevenir posibles futuras rebeliones, ya que esta provincia había demostrado ser en el siglo anterior la más resistente ante la invasión inglesa.

## Los planes de la colonización

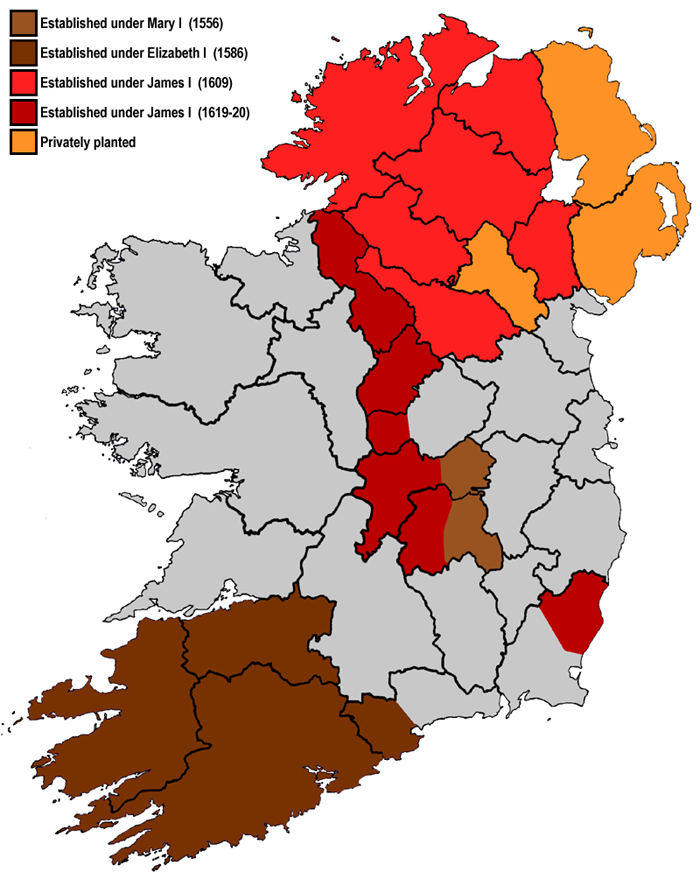
Los condados irlandeses sujetos a la colonización inglesa (1556-1620).

El Úlster había sido la parte más gaélica de Irlanda con anterioridad a su conquista, en la década de 1590, durante la guerra de los Nueve Años que sacudió a la isla y había constituido una provincia fuera del control de la autoridad inglesa. En 1570 se había realizado un primer intento fracasado de colonización de la costa este del Úlster, llevado a cabo por Walter Devereux, primer conde de Essex.
La guerra de los Nueve Años, que había supuesto la rebelión de varios líderes irlandeses contra la autoridad inglesa, terminó en 1603 con la rendición de los principales jefes de las familias O’Neill y O’Donnell a la Corona británica tras una costosa serie de campañas, en las que los ingleses tuvieron que combatir también la significativa ayuda española al bando irlandés. Tras la llegada de la paz, la situación fue mucho más propicia para una colonización, y Sir John Davies, entonces abogado general de Irlanda, fue el encargado de sentar gran parte de las bases jurídicas.
Los términos de la rendición fueron generosos, teniendo como condición fundamental que los territorios que estaban hasta entonces regidos por las leyes feudales y el derecho tradicional irlandés pasarían a ser regulados por el derecho inglés. Sin embargo, cuando en 1607 Hugh O'Neill y otros nobles rebeldes abandonaron la isla en la denominada «Fuga de los Condes» en busca de ayuda de España para una nueva rebelión, Sir Arthur Chichester, Lord Diputado (representante de la Corona inglesa), se apropió de sus tierras y empezó a preparar la colonización. Esta incluiría la transferencia de las tierras a terratenientes irlandeses leales a la corona durante la guerra, como Niall Garve O'Donnell. No obstante, el plan se vio interrumpido por la rebelión de 1608 de un antiguo aliado de Inglaterra, Cahir O'Doherty de Donegal, que fue aplastada por Wingfield, y después de la muerte de O'Doherty sus tierras en Inishowen fueron transferidas a la corona. Este episodio fue el que impulsó a Chichester a ampliar sus planes de colonización en un esfuerzo por expropiar las propiedades de todos los nativos de la provincia.
La colonización del Úlster fue vendida a Jacobo I, rey de Inglaterra, Escocia e Irlanda, como una joint venture británica para pacificar y civilizar el Úlster. Así, al menos la mitad de los colonos serían escoceses. Cinco condados fueron oficialmente colonizados:Donegal, Coleraine, Tyrone, Fermanagh y Armagh.
El plan de colonización estuvo determinado por dos factores. El primero era que los asentamientos fueran seguros y no pudieran ser destruidos por las revueltas que pudieran producirse, como ya había sucedido en la colonización de Munster. Esto significaba que, en lugar de establecer los asentamientos de forma aislada ocupando las tierras confiscadas a los rebeldes condenados, se debería confiscar todas las tierras y posteriormente redistribuirla para crear grupos concentrados de colonos británicos alrededor de nuevas ciudades y guarniciones. Además los nuevos propietarios tenían expresamente prohibido alquilar sus tierras a irlandeses, debiendo traer aparceros de Inglaterra o Escocia. Al resto de los propietarios irlandeses se les concedió una cuarta parte de la tierra en Úlster y al resto de la población se les reubicó para vivir cerca de las guarniciones británicas y de iglesias protestantes. También se prohibía la venta de tierras a irlandeses y se deberían construir defensas contra posibles invasiones o revueltas. La colonización iba a ser completada en un periodo de tres años. De esta manera se esperaba que se hubiera creado una nueva comunidad de defensa compuesta enteramente de súbditos británicos leales.
El segundo factor de influencia en la colonización fue la negociación entre los distintos grupos de interés en el lado británico. Los principales propietarios iban a ser los denominados Undertakers, personas acomodadas de Inglaterra y Escocia que se encargaban de atraer arrendatarios de sus lugares de origen. Les fueron concedidos alrededor de 3.000 acres (12 km²) a cada uno, a condición de que se establecieran un mínimo de 48 varones adultos (incluyendo al menos 20 familias) que debían ser de habla inglesa y de religión protestante. Los veteranos de la guerra de los Nueve Años, conocidos como Servitors (Sirvientes), estaban liderados por Arthur Chichester y lograron que se les concedieran tierras, y puesto que no tenían recursos suficientes para la inversión, fueron subvencionados por las grandes asociaciones gremiales de Londres que de manera forzada se vieron obligadas a participar. A los gremios de la ciudad de Londres les fueron adjudicadas también tierras en la orilla occidental del río Foyle para construir su propia ciudad (Londonderry, cerca de la vieja Derry), así como tierras en el Condado de Londonderry. La última institución beneficiada de tierras fue la Iglesia de Irlanda, a la que se concedieron todas las iglesias y tierras que previamente habían pertenecido a la Iglesia católica. Se pretendía que los clérigos procedentes de Inglaterra y La Empalizada convirtieran la población nativa al Protestantismo. Hubo también procesos de colonización en Munster y Leinster.
- Datos: Q393046